# Lutz Schäfer
Lutz Magnus Schäfer (* 24. Juli 1965 in Ost-Berlin) ist ein deutscher Schauspieler, Dozent, Synchronsprecher und Heilpraktiker.

## Leben
Lutz Magnus Schäfer wuchs ab seinem 13. Lebensjahr in Leipzig auf. 1984 machte er Abitur. Von 1987 bis 1991 absolvierte er an der Theaterhochschule Hans Otto in Leipzig sein Schauspielstudium, das er mit dem Diplom verließ. Daraufhin hatte er zahlreiche Engagements an Theatern, wie z. B. am Kleist-Theater in Frankfurt/Oder, dem Staatsschauspiel Dresden, den Landesbühnen Sachsen oder an der Badischen Landesbühne.
Einem breiten Publikum bekannt wurde er durch die Rolle des Notarztes Christian Schäfer in der ARD-Serie In aller Freundschaft, welche er von 1999 bis 2007 spielte.
Seit 2005 ist er freischaffend tätig, darunter auch als Synchronsprecher. Seit 2014 ist er Dozent an der Theater Akademie Stuttgart. 2018 machte er sich selbständig und eröffnete eine eigene Praxis als Heilpraktiker.

## Filmografie
- 1996: Königstein
- 1997: Tatort: Fluch des Bernsteinzimmers
- 1997: Tatort: Der Tod spielt mit
- 1998: Tatort: Fürstenschüler
- 1999–2007: In aller Freundschaft (Serie, 129 Folgen)
- 2001: Das Baby-Komplott
- 2007: Tierärztin Dr. Mertens (Serie, 2 Folgen)
- 2008: Schloss Einstein (Serie)
- 2009: Ein Praktikant fürs Leben
- 2009: Alle Jahre wieder
- 2011: Blitz Blank
- 2012: Habib Rhapsody
- 2014–2019: Dr. Klein (Serie, 23 Folgen)
- 2016: Wer aufgibt ist tot
- 2019: Franz
- 2021: Sommer auf 3 Rädern